# Stradishall
Stradishall is een civil parish in het bestuurlijke gebied West Suffolk, in het Engelse graafschap Suffolk.